# Theagenes van Rhegium
Theagenes van Rhegium (circa 529 - 522 v.Chr.) was een literatuurcriticus uit Magna Graecia. Hij is de eerste schrijver waarvan bekend is dat hij allegorische interpretatie toepaste, namelijk op het werk van Homerus. Dat deed hij in reactie tegen de kritiek op de homerische voorstelling van de goden door onder anderen Xenophanes. Niets van Theagenes' werk is echter bewaard gebleven. Informatie over hem is overgeleverd via de neoplatonist Porphyrius.